# F5 (альбом)
F5 — пятый студийный альбом группы «Слот», вышел 4 ноября 2011 года.

## История создания
Альбом вышел на лейблах «Союз» и «M2БА» 4 ноября 2011 года на двухдисковом диджипаке вместе с англоязычным альбомом «Break the Code», и в этот же день состоялась автограф-сессия группы в московском музыкальном магазине «Свет и Музыка» в 15.00. На композиции «Лего», «Kill me baby one more time», «Сумерки» и «Одинокие люди» были отсняты видеоклипы. Над созданием видеоклипа «Сумерки» работали режиссёр Михаил «Cage» Емельянов и продюсер Александр Кадянов. На альбоме присутствуют две кавер-версии на композици «Рок-н-ролл мёртв» группы «Аквариум» и «Улица Роз» группы «Ария», исполненная с Артур Беркутом (экс-«Ария»).
Презентация альбома состоялась 5 ноября в клубе «Milk Moscow» (Москва), 12 ноября в клубе «Зал ожидания» (Санкт-Петербург).

## Музыканты об альбоме
Игорь «Тренер Кэш» Лобанов:

Это пятый альбом. Концептуальности нет, и быть не может. Наоборот, он анти-концептуальный!.

Дария «Nookie» Ставрович:

Он более многослойный, в нём столько отсылок к разным музыкальным источникам, сколько у нас никогда не было. И он самый жесткий и мрачный, в нём вообще нет ни одной лирической песни. И ни одной шуточной песни.

Игорь «Тренер Кэш» Лобанов:

Да, есть одна песня про Брейвика, но это совсем не шуточная. Скорее, чёрный юмор или политический фельетон. Наотмашь.

## Интересные факты
- На съёмках видеоклипа «Лего» один из участников группы Никита «niXon» Симонов по сюжету исполнял роль жертвы, лежащим в наполненной ванне и скованным наручниками. Команды режиссёра он видимо не услышал и, когда все побежали его освобождать от наручников, Никита уже потерял сознание, но ребята его быстро привели в чувство[7].

## Список композиций
| №   | Название                            | Длительность |
| --- | ----------------------------------- | ------------ |
| 1.  | «F5»                                | 3:40         |
| 2.  | «Манифест»                          | 3:24         |
| 3.  | «Сумерки»                           | 3:51         |
| 4.  | «Одинокие люди»                     | 3:23         |
| 5.  | «Брейвик-шоу»                       | 2:51         |
| 6.  | «R.I.P.»                            | 3:18         |
| 7.  | «Лего»                              | 3:26         |
| 8.  | «Несовпадения»                      | 4:23         |
| 9.  | «Рок-н-ролл мёртв» (Аквариум Cover) | 2:55         |
| 10. | «Чёрное на чёрном»                  | 3:51         |
| 11. | «Спам»                              | 3:21         |
| 12. | «Kill me baby one more time»        | 3:38         |
| 13. | «2012»                              | 4:51         |
| 14. | «Тело (feat. Roman Rain)»           | 4:10         |
| 15. | «Улица Роз (feat. Артур Беркут)»    | 4:12         |

## Участники записи

### ГруппаСлот
| Дария «Nookie» Ставрович   | — вокал               |
| Игорь «Тренер Кэш» Лобанов | — вокал               |
| Сергей «ID» Боголюбский    | — гитара, аранжировки |
| Никита «niXon» Симонов     | — бас-гитара          |
| Кирилл «Mr Dudu» Качанов   | — ударные             |

### Приглашённые музыканты
| Артур Беркут | — вокал (15) |
| Roman Rain   | — вокал (14) |

## Клипы
1. «Лего» (2010)
2. «Kill me baby one more time» (2011)
3. «Сумерки» (2011)
4. «Одинокие люди» (2012)